# Krissadee Prakobkong
Krissadee Prakobkong (tiếng Thái: กฤษฎี ประกอบของ, sinh ngày 16 tháng 1 năm 1984), là một cầu thủ bóng đá người Thái Lan thi đấu ở vị trí hậu vệ trái cho câu lạc bộ ở Thai League 2 Chiangmai.

## Sự nghiệp quốc tế
Nhờ màn trình diễn tốt tại giải hạng nhất Thái Lan, Krissadee được triệu tập đội tuyển quốc gia trong đội hình của Peter Reid. Anh cùng với 35 cầu thủ khác tham dự T&T Cup 2008 do Việt Nam tổ chức. Anh có màn ra mắt trước CHDCND Triều Tiên ngày 28 tháng 10 năm 2008 ở T&T Cup 2008. Krissadee chính là thành viên của đội hình giành chức vô địch T&T Cup 2008.

### Quốc tế
Tính đến 12 tháng 11 năm 2015
| Đội tuyển quốc gia | Năm  | Số trận | Bàn thắng |
| ------------------ | ---- | ------- | --------- |
| Thái Lan           | 2008 | 2       | 0         |
| Thái Lan           | Tổng | 2       | 0         |

## Danh hiệu

### Quốc tế
Thái Lan
- T&T Cup
  -  Vô địch (1): 2008

### Câu lạc bộ
Chiangrai United
- Cúp Hiệp hội Bóng đá Thái Lan (1): 2017